# Eyüp Karagöbek
Muhammet Eyüp Karagöbek, né le 6 octobre 1989,, est un coureur cycliste turc. Il est notamment devenu champion de Turquie du contre-la-montre en 2009 et 2012.

## Palmarès et résultats

### Palmarès par année
- 2006
  -  Médaillé d'argent du championnat des Balkans de VTT cross-country juniors
- 2007
  - 2e étape du Tour de la Mer Noire juniors
- 2009
  -  Champion de Turquie du contre-la-montre
  - 2e du championnat de Turquie sur route espoirs
  - 2e du championnat de Turquie de VTT cross-country espoirs
- 2010
  - 2e du championnat de Turquie du contre-la-montre
- 2011
  - 5e étape du Tour du Maroc
  - 4e étape du Tour of Marmara
  - 2e du championnat de Turquie du contre-la-montre
- 2012
  -  Champion de Turquie du contre-la-montre
  - 3e du championnat de Turquie sur route

### Classements mondiaux
| Année           | 2009 | 2010 | 2011 | 2012 | 2013 | 2014 | 2015 | 2016 | 2017 | 2018 | 2019   | 2020 | 2021 | 2022 | 2023   |
| --------------- | ---- | ---- | ---- | ---- | ---- | ---- | ---- | ---- | ---- | ---- | ------ | ---- | ---- | ---- | ------ |
| UCI Europe Tour | 433e | 860e | 600e | 507e |      |      |      |      |      |      | 1 970e |      |      |      | 1 318e |